# Kamman
Kamman är en sjö i Säters kommun i Dalarna och ingår i Dalälvens huvudavrinningsområde.